# Iluminados por el fuego
Iluminados por el fuego es una película dramática y bélica argentina de 2005 coescrita y dirigida por Tristán Bauer. Está basada en el libro homónimo de Edgardo Esteban y narra las experiencias de Esteban Leguizamón, un excombatiente de la guerra de las Malvinas.

## Sinopsis
Esteban, convertido en periodista, al regresar de cubrir una manifestación callejera recibe la noticia de que su amigo, Alberto Vargas, sufrió una intoxicación por combinar alcohol y drogas en un intento de suicidio. Al llegar al hospital se reúne con la mujer de Vargas e intercambia anécdotas sobre la vida de su marido, llegando a la conclusión de que intentó suicidarse al no haber podido superar la experiencia traumática de la guerra de las Malvinas.

## Reparto
- Gastón Pauls como Esteban Leguizamón.
- Pablo Ribba como Alberto Vargas.
- César Albarracín como Juan Chamorro.
- Víctor Hugo Carrizo como Pizarro.
- Virginia Innocenti como Marta Vargas.
- Juan Leyrado como el Teniente Alurralde.
- Arturo Bonín como el Doctor Prina.
- Tony Lestingi como Médico Malvinas
- Marcelo Chaparro como Gilbert
- María Marull como Esposa
- Ana Belén Ruta como Hija
- Sofía Servín De Skalon como Recepcionista
- Gabriel Fernández como Cara de Goma
- Lautaro Delgado Tymruk como Editor

## Premios
La película consiguió 15 galardones y 8 nominaciones de distintas instituciones y festivales nacionales e internacionales. Entre ellos se encuentran:
- Premio especial del jurado en el Festival de San Sebastián (2005).[5]
- Premio Goya por mejor película extranjera de habla hispana (2005).[3]
- Premio Founding Fathers por mejor narrativa en el Festival de cine de Tribeca (2006).[6]
- Premio Cóndor de Plata 2005 a la mejor dirección artística, mejor guion adaptado, mejor compaginación y mejor actriz de reparto.[7]

## Crítica
Una gran cantidad de combatientes pertenecientes al Grupo de Artillería Aerotransportado 4 (GA Aerot 4) salió a criticar abiertamente la veracidad de los hechos expuestos en la película.
Aun siendo una ficción, el relato, según los excombatientes, está claramente ligado al grupo donde Edgardo Esteban estaba confinado.
Entre los hechos narrados, los veteranos afirman que Esteban casi ni participó montando la defensa de la unidad en la que estaba destinado ni en el campo de batalla, ya que se resguardaba en una de las casas cercanas. También manifiestan su profundo dolor con respecto a que Edgardo Esteban abandonó su guardia en donde posteriormente murió en un bombardeo naval el conscripto Eduardo Vallejos, quien no debería haber estado en esa posición en ese momento.